# Comuna Malînivka, Malîn
Malînivka (în ucraineană Малинівська сільська рада) este o comună în raionul Malîn, regiunea Jîtomîr, Ucraina, formată din satele Iurivka, Lumlea, Malînivka (reședința) și Riznea.

## Demografie
Componența lingvistică a comunei Malînivka
     Ucraineană (96,27%)
     Rusă (2,9%)
     Alte limbi (0,28%)
Conform recensământului din 2001, majoritatea populației comunei Malînivka era vorbitoare de ucraineană (96,27%), existând în minoritate și vorbitori de rusă (2,9%).